# Vestavia Hills (Alabama)
 Vestavia Hills és una població dels Estats Units a l'estat d'Alabama. Segons el cens del 2006 tenia 31.051 habitants.

## Demografia
Segons el cens del 2000, Vestavia Hills tenia 24.476 habitants, 10.841 habitatges, i 7.878 famílies La densitat de població era de 645,9 habitants/km².
Dels 10.841 habitatges en un 34,2% hi vivien nens de menys de 18 anys, en un 61,1% hi vivien parelles casades, en un 7,2% dones solteres, i en un 30,1% no eren unitats familiars. En el 26,6% dels habitatges hi vivien persones soles el 13,1% de les quals corresponia a persones de 65 anys o més que vivien soles. El nombre mitjà de persones vivint en cada habitatge era de 2,48 i el nombre mitjà de persones que vivien en cada família era de 3,03.
Per edats la població es repartia de la següent manera: un 25,8% tenia menys de 18 anys, un 6% entre 18 i 24, un 25,9% entre 25 i 44, un 26,1% de 45 a 60 i un 16,2% 65 anys o més.
L'edat mitjana era de 41 anys. Per cada 100 dones hi havia 88,6 homes. Per cada 100 dones de 18 o més anys hi havia 83,3 homes.
La renda mitjana per habitatge era de 70.623 $ i la renda mitjana per família de 89.746 $. Els homes tenien una renda mitjana de 72.837 $ mentre que les dones 37.083 $. La renda per capita de la població era de 40.392 $. Aproximadament el 2,2% de les famílies i el 3,1% de la població estaven per davall del llindar de pobresa.

## Poblacions properes
El següent diagrama mostra les poblacions més properes.